# Mala Zimetbaum
Mala Zimetbaum, född 26 januari 1918 i Brzesko, Österrike-Ungern, död 15 september 1944 i Auschwitz-Birkenau, var en belgisk kvinna av polsk härkomst.
Zimetbaum greps av nazisterna i Antwerpen i juli 1942 och deporterades till Auschwitz några månader senare. I detta läger hjälpte hon sina medfångar med mat och mediciner. I juni 1944 rymde Zimetbaum från Auschwitz tillsammans med sin älskare Edward "Edek" Galiński. Två veckor senare greps de på gränsen till Slovakien och fördes till Block 11 i Auschwitz. Zimetbaums straff blev att bli levande bränd i lägrets krematorium, men hon skar upp sina handleder och avled på väg till krematoriet.